# Fittja

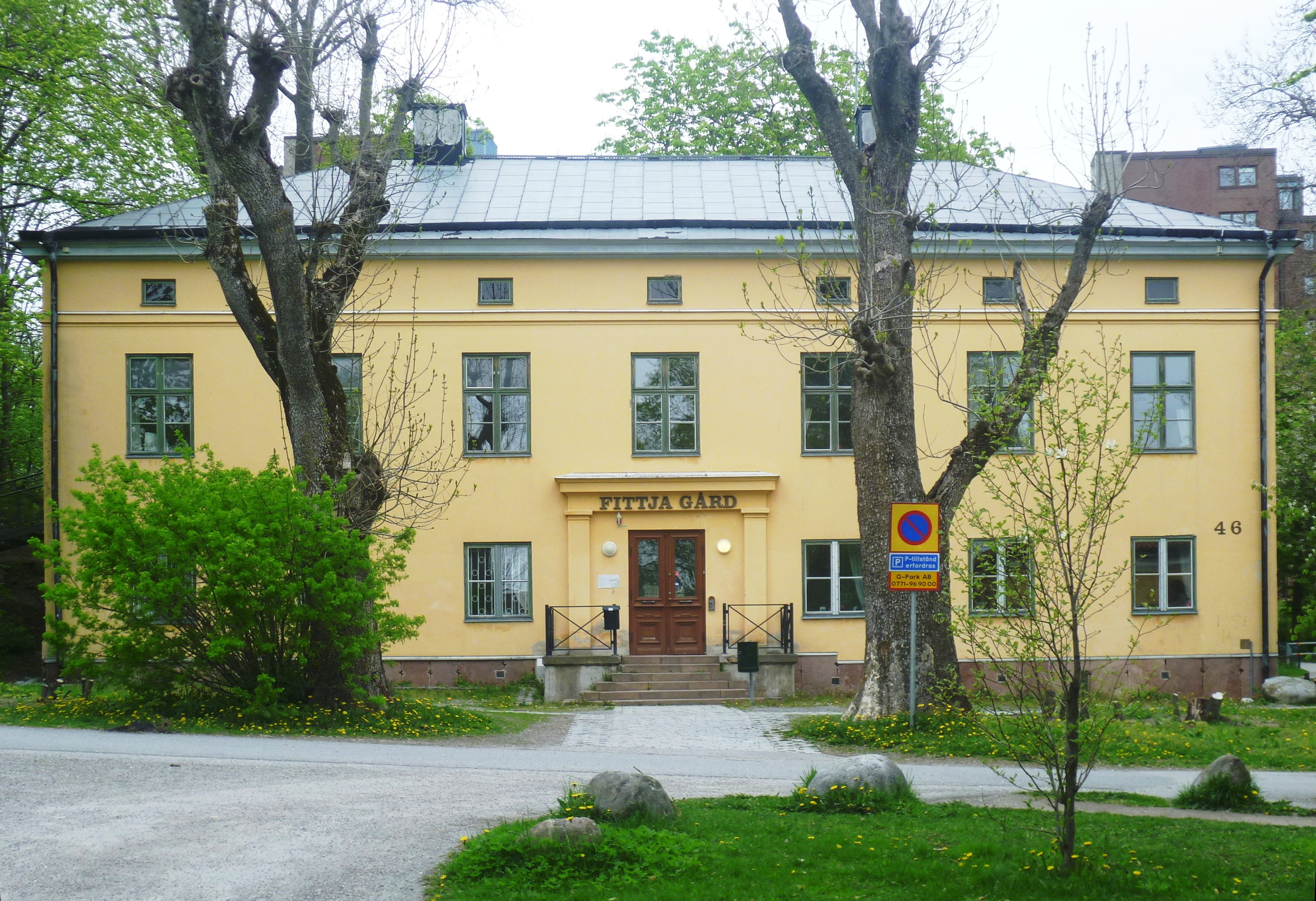
Fittja gård 2012

Fittja é uma parte de Botkyrka. Foi estabelecida durante os anos 70, e consiste principalmente em apartamentos de aluguel (arrendar). Cerca de 7000 pessoas vivem em Fittja, onde que em (2003) 66,3% são estrangeiros, principalmente árabes. A zona Forvägen foi vendida nos meados dos anos 90 por Botkyrkabyggen à Realia fastigheter (Realeza).
O nome foi pela primeira vez anotado (ou usado) em 1331 como In Fitium e contém uma variante de alguns dialetos suecos ainda usados da palavra "fit", "fitj" ou "fittja", significando um prado húmido perto da água.
Fittja ficou também famosa durante os anos 80 devido à brutalidade criminosa do gangue (quadrilha ou grupo) chamado "Fittja Boys".

## Estação de metrô

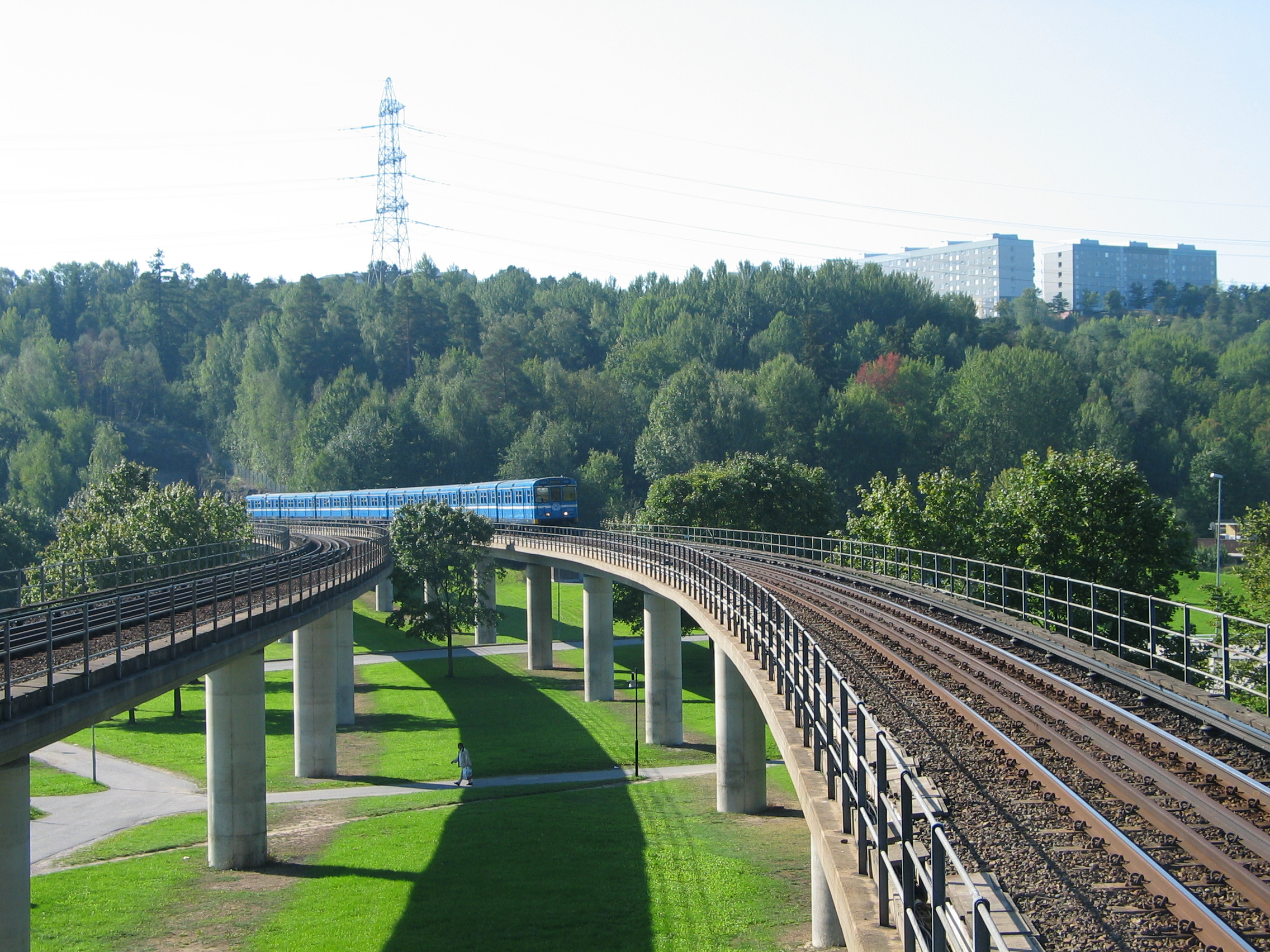
Trem vindo de Alby.

A estação de metrô de Fittja foi aberta em 1º de outubro de 1972 como a 72ª estação do Metropolitano de Estocolmo. Atende a Linha Vermelha;